# Becky Ann Baker
Becky Ann Baker, nata Becky Gelke (Fort Knox, 17 febbraio 1953), è un'attrice statunitense.

## Biografia
Nata nel Kentucky da una famiglia di militari, ha trascorso l'infanzia traslocando di volta in volta, quando i suoi familiari cambiavano base.
Attrice teatrale di successo, debutta a Broadway nel 1981 con il musical The Best Little Whorehouse in Texas. Nel 1994 riceve il Drama League Award per il ruolo interpretato in Night and Her Stars. È membro fondatore della compagnia teatrale The Drama Dept, con sede a New York. Nel 2004 recita in un altro musical a Broadway, Assassins, con Neil Patrick Harris e Michael Cerveris.
I crediti cinematografici dell'attrice comprendono produzioni quali Blue Steel - Bersaglio mortale, Allucinazione perversa, L'olio di Lorenzo, Eroi di tutti i giorni, Sabrina, L'Albatross - Oltre la tempesta di Ridley Scott, Men in Black, In & Out, Celebrity di Woody Allen, Soldi sporchi di Sam Raimi (per il quale ha ottenuto una candidatura ai Blockbuster Entertainment Awards), Two Weeks Notice - Due settimane per innamorarsi, La guerra dei mondi di Steven Spielberg, Stay - Nel labirinto della mente, Una voce nella notte, Death of a President e Spider-Man 3. Per quanto riguarda l'attività televisiva, oltre al ruolo di rilievo in Freaks and Geeks, Baker recita nella miniserie televisiva di Stephen King La tempesta del secolo e appare come ospite in episodi vari di fiction quali Avvocati a Los Angeles, Frasier, Star Trek: Voyager, Sex and the City, Law & Order - Unità vittime speciali, Oz e La valle dei pini.
Nel 2009 appare della serie della NBC series Kings nel ruolo di Jessie Shepherd, madre del protagonista David Shepherd. L'attore Dylan Baker, suo marito nella vita reale, interpreta il ruolo dell'antagonista William Cross.

## Vita privata
Becky Ann ha usato il proprio cognome, Gelke, fino al 1990, anno in cui ha sposato il collega attore Dylan Baker. I due hanno una figlia, Willa, nata nel 1993, e risiedono a New York. L'attrice è apparsa cinque volte nel franchise di Law & Order, ed anche suo marito ha totalizzato otto apparizioni come guest star.

## Filmografia

### Cinema
- Protector (1985)
- Agent on Ice (1986)
- Full Moon in Blue Water (1988)
- Blue Steel - Bersaglio mortale (1989)
- Benvenuti in paradiso (1990)
- Allucinazione perversa (1990)
- Calde notti d'estate (1992)
- L'olio di Lorenzo (1992)
- Eroi di tutti i giorni (1995)
- Sabrina (1995)
- L'Albatross - Oltre la tempesta (1996)
- I'm Not Rappaport (1996)
- Men in Black (1997)
- In & Out (1997)
- Celebrity (1998)
- Soldi sporchi (1998)
- The Confession (1999)
- Two Weeks Notice - Due settimane per innamorarsi (2002)
- La guerra dei mondi (2005)
- Stay - Nel labirinto della mente (2005)
- Una voce nella notte (2006)
- Gretchen (2006)
- Death of a President (2006)
- Spider-Man 3 (2007)
- Spinning Into Butter (2008)
- Come un uragano (2008)
- il matrimonio che vorrei (2012)
- L'altra metà (The Half of It), regia di Alice Wu (2020)

### Televisione
- In the Line of Duty: The F.B.I. Murders (1988)
- She Said No (1990)
- Avvocati a Los Angeles (L.A. Law) - serie TV, episodio 6x20 (1992)
- Frasier - serie TV, episodio 3x09 (1995)
- The Siege at Ruby Ridge (1996)
- Star Trek: Voyager - serie TV, episodio 3x07 (1996)
- Casa e chiesa (Soul Man) - serie TV, episodio 2x22 (1998)
- La tempesta del secolo (Storm of the Century) - miniserie TV (1999)
- Freaks and Geeks - serie TV, 18 episodi (1999)
- Wonderland (2000)
- Sex and the City - serie TV, episodio 4x08 (2001)
- The Education of Max Bickford, episodio "Money Changes Everything" (2002)
- Law & Order - Unità vittime speciali (Law & Order: Special Victims Unit) - serie TV, episodi 4x09-16x10 (2002-2014)
- Law & Order - I due volti della giustizia (Law & Order) - serie TV, episodi 12x23-16x07 (2002-2005)
- Oz - serie TV, episodio 6x08 (2003)
- Life as We Know It - serie TV, 4 episodi (2005)
- Conviction - serie TV, episodio 1x08 (2003)
- La valle dei pini (All My Children) - soap opera, 3 puntate (2007)
- Important Things with Demetri Martin (2009)
- Kings - serie TV, 7 episodi (2009)
- The Electric Company (2010)
- Mercy - serie TV (2010)
- Nurse Jackie - Terapia d'urto - serie TV, episodio 2x11 (2010)
- A Gifted Man - serie TV (2012)
- Smash - serie TV, 2 episodi (2012)
- Girls - serie TV, 5 episodi (2013)
- Elementary - serie TV, episodio 1x19 (2013)
- Person of Interest - serie TV, episodio 2x17 (2013)
- Crisi in sei scene (Crisis in Six Scenes) - miniserie TV (2016)
- Ted Lasso - serie TV, episodio 3x11 (2023)

## Teatro
- The Best Little Whorehouse in Texas (1978)
- Un tram che si chiama Desiderio (1988)
- Titanic (1997)
- Assassins (2004)
- All My Sons (2008)

## Doppiatrici italiane
Nelle versioni in italiano delle opere in cui ha recitato, Becky Ann Baker è stata doppiata da:
- Angiola Baggi in Person of Interest, Big Little Lies - Piccole grandi bugie
- Valeria Perilli in NCIS: New Orleans, Billions
- Mirta Pepe in New Amsterdam, Little Voice
- Cristina Piras in Gotham
- Emanuela Baroni in The Good Fight
- Cinzia De Carolis in Hunters